# باگواس خواجه
باگواس خواجه (پارسی باستان: Bagāvahyā) وزیر مقتدر اردشیر سوم، شاهنشاه هخامنشی بود.
در فتح دوباره مصر در زمان اردشیر سوم، اردشیر لشکر یونانی را به سه دسته تقسیم کرد. منتور یونانی، سالار لشکر سوم بود، منتور یونانی کسی بود که در طی شورش شهر صیدا توانسته بود، این شهر را به شاه ایران تسلیم کند. سپاه او تماماً از یونانیانی ترکیب شده بود که پیش از این هم در تحت امر او خدمت می‌کردند، معاونت او به باگواس خواجه که مردی پرکار و بی‌باک و مقرب‌ترین کس در نزد شاه بود تفویض شد.
منتور در طی جنگ در سال ۳۴۲ پیش از میلاد، یکبار جان باگواس را از مرگ نجات داد و از آن پس باگواس خواجه با منتور دوست صمیمی گردید، هر دو عهد و پیمان کردند، که بی‌مشورت یکدیگر کاری نکنند. پس از تسخیر مصر هر دو به قدری نزد اردشیر مقرب شدند که هیچ‌کدام از اقربا و دوستان او این نزدیکی را با وی نداشتند.
باگواس خواجه حاجب و محرم و وزیر اردشیر سوم در سال ۳۳۸ پیش از میلاد، اردشیر سوم را به وسیلهٔ یک طبیب فریب خورده مسموم کرد. دو علت برای این اقدام باگواس روایت شده‌است: نخست اینکه خواجه، شاه را بخاطر بیم از زوال موقعیت و مقام خویش کشت، دومین روایت مبنی بر مصری بودن باگواس قرار گرفته ‌است و علت کشتن شاه را بخاطر انتقام از خشونتهایی که وی در مصر بکار برده بود، شرح داده شده‌است. با این حال، لوحی به خط میخی در موزه بریتانیا (BM 71537)، نشان می‌دهد که اردشیر سوم به دلایل طبیعی مرده است.
باگواس پسر اردشیر، ارشک را همچون شاهی دست‌نشانده بر تخت شاهی نشاند و خود زمام امور را بر دست گرفت. چون ارشک پس از دو سال سلطنت درصدد برآمد تا خود را از سلطهٔ خواجه برهاند، باگواس او را نیز هلاک کرد و تخت سلطنت را به داریوش سوم که در دوران اردشیر سوم ساتراپ ارمنستان و با خواجه دوستی قدیم داشت و از خاندان هخامنشی بود سپرد. 
داریوش سوم که در هنگام جلوس تقریباً چهل و پنج سال داشت، به هیچ وجه کسی نبود که در آن سن و سال بازیچهٔ دست یک خواجهٔ حرم واقع شود. از این رو در همان آغاز جلوس، در سال ۳۳۶ پیش از میلاد، حساب خود را با خواجه تسویه کرد و او را واداشت تا همان جام زهرآلود سرنوشت را که به دیگران چشانیده بود، خودش لاجرعه سر کشد.